# Gdanjski zaljev
Gdanjski zaljev (polj. Zatoka Gdańska; kašupski: Gduńskô Hôwinga; rus. Гданьская бухта, Gdan'skaja bukhta; njem. Danziger Bucht) je jugoistočni zaljev Baltičkog mora. Ime je dobio po susjednom lučkom gradu Gdanjsku u Poljskoj.

## Geografija
Zapadni dio Gdanjskog zaljeva čine plitke vode Puckog zaljeva. Jugoistočni dio je Vislanska laguna, odvojena Vislanskom prevlakom i povezana s otvorenim morem Baltijskim tjesnacem.
Sa zapada zaljev zatvara obala Gdanjskog Pomorja u Poljskoj (rt Rozewie, poluotok Hel), a sa istoka Sambijski poluotok ruske Kalinjingradske oblasti. Obala zaljeva ima dva vrlo duga pješčana spruda, poluotok Hel i Vislansku prevlaku. Prvi zatvara Pucki zaljev, drugi Vislansku lagunu.
Najveća dubina je 114 metara, a salinitet je 0,7%.
Glavne luke i obalni gradovi su Gdanjsk, Gdynia, Puck, Sopot, Hel, Kalinjingrad, Primorsk i Baltijsk. Glavne rijeke Gdanjskog zaljeva su Visla i Pregolya. Zaljev prima vode Visle izravno preko tri rukavca — Leniwka, Śmiała Wisła i Martwa Wisła — i neizravno preko Vistulske lagune s dva rukavca, Nogat i Szkarpawa.

## Nautička definicija
Prema nautičkoj definiciji, Gdanjski zaljev je mnogo veći, uključujući i područje Baltičkog mora ispred ruske eksklave Kalinjingrad i litvanske obale.

## Povijest
Obala zaljeva bila je poprište pomorskog bombardiranja tijekom invazije na Poljsku, prve borbene akcije Drugog svjetskog rata .
Danas su Kursenieki, također poznati kao Kuršininkai, skoro izumrla baltička etnička skupina koja živi duž Kurske prevlake. Godine 1649. naselje Kuršininkai prostiralo se od Memela (Klaipėda) do Danziga (Gdańsk). Kuršininkaije su na kraju asimilirali Nijemci, osim duž Kuršijske prevlake gdje neki još uvijek žive. Kuršininkai su se smatrali Latvijcima sve do nakon Prvog svjetskog rata kada je Latvija stekla neovisnost od Ruskog Carstva, što se temelji na lingvističkim argumentima. Na tom argumentu se temeljio latvijski zahtjev nad Kurskom prevlakom, Memelom i drugim teritorijima Istočne Pruske koji će kasnije biti odbačeni.

## U popularnoj kulturi
Zaljev je mjesto radnje američke animirane televizijske serije Metalocalypse.

## Vanjske poveznice
|  | Zajednički poslužitelj ima još gradiva o temi Gdanjski zaljev |